# Mustasaari (ö i Finland, Norra Savolax, Nordöstra Savolax)
Mustasaari är en ö i Finland. Den ligger i sjön Rikkavesi och i kommunen Tuusniemi i den ekonomiska regionen  Nordöstra Savolax ekonomiska region  och landskapet Norra Savolax, i den centrala delen av landet, 400 km nordost om huvudstaden Helsingfors. Öns area är 1,1 hektar och dess största längd är 180 meter i nord-sydlig riktning.